# Rosa Salazar
Rosa Bianca Salazar (Washington D. C., 16 de julio de 1985) es una actriz estadounidense. Se crio en Greenbelt, Maryland. Vivió en Nueva York por un tiempo y en 2009 se mudó a Los Ángeles, California, para dedicarse a la actuación. Apareció en varios vídeos de humor del canal CollegeHumor. Es conocida principalmente por su papel de Zoe DeHaven en la serie Parenthood, de la cadena NBC, y como la enfermera María en la serie de antología de la cadena FX American Horror Story: Murder House. Además, ha trabajado en películas como The Divergent Series: Insurgent, en el papel de Lynn, Maze Runner: The Scorch Trials, encarnando a Brenda, y Alita: Battle Angel, como la protagonista.

## Biografía y carrera
Salazar, tiene ascendencia peruana y francesa, nació y se crio en Washington D. C., donde se estableció su padre, de origen peruano. Tras la separación de sus progenitores, su madre comenzó una nueva relación que la separó definitivamente de su familia. A la edad de 15 años se propuso cumplir su sueño de convertirse en actriz después de mudarse a la ciudad de Nueva York, donde trabajó en el canal humorístico CollegeHumor. Poco después de mudarse a Los Ángeles en el año 2009, Salazar consiguió un papel recurrente en dos series de éxito, American Horror Story: Murder House y Parenthood.
En 2014, se unió al elenco de la película The Divergent Series: Insurgent, en el papel de Lynn, y también consiguió un rol en la cinta Maze Runner: The Scorch Trials, encarnando a Brenda.

## Filmografía

### Cine
| Año  | Título                          | Papel                  | Notas        |
| ---- | ------------------------------- | ---------------------- | ------------ |
| 2012 | Fortunate Son                   | Elisa                  | Cortometraje |
| 2013 | Epic                            | Chica del Roller derby | Voz          |
| 2013 | Plan B                          | Steph                  | Cortometraje |
| 2013 | May the Best Man Win            |                        |              |
| 2014 | Jamesy Boy                      | Crystal                |              |
| 2014 | Search Party                    | Pocahontas             |              |
| 2015 | The Divergent Series: Insurgent | Lynn                   |              |
| 2015 | Night Owls                      | Madeline               |              |
| 2015 | Maze Runner: The Scorch Trials  | Brenda                 |              |
| 2015 | Submerged                       | Amanda                 |              |
| 2017 | CHiPs                           | Ava Pérez              |              |
| 2018 | Maze Runner: The Death Cure     | Brenda                 |              |
| 2018 | The Kindergarten Teacher        | Becca                  |              |
| 2018 | Bird Box                        | Lucy                   |              |
| 2019 | Alita: Battle Angel             | Alita                  |              |
| 2020 | Pink Skies Ahead                | Addie                  |              |
| 2021 | No future                       | Becca                  |              |
| 2021 | Marcel the Shell with Shoes On  | Larissa                |              |
| 2021 | Chariot                         | Marissa Deschaines     |              |
| 2023 | A Million Miles Away            | Adela Hernández        |              |

### Televisión
| Año       | Título                              | Papel             | Notas                          |
| --------- | ----------------------------------- | ----------------- | ------------------------------ |
| 2010-2012 | CollegeHumor                        | Varios personajes | 13 episodios                   |
| 2011      | Law & Order: LA                     | Yolanda           | Episodio: "Zuma Canyon"        |
| 2011      | American Horror Story: Murder House | Enfermera María   | 4 episodios                    |
| 2011      | Little Brother                      | Odetta            | Película para televisión       |
| 2011-2012 | Parenthood                          | Zoe DeHaven       | 13 episodios                   |
| 2012      | Stevie TV                           | Varios personajes |                                |
| 2012      | Ben and Kate                        | Molly             | Episodio: "21.º Birthday"      |
| 2013      | Hello Ladies                        | Heaven            | Episodio: "Pool Party"         |
| 2013      | Boomerang                           | Oliva Chatsworth  | Película para televisión       |
| 2013      | Body of Proof                       | Ramona Delgado    | Episodio: "Eye for an Eye"     |
| 2014      | The Pro                             | Jamie Schoonmaker | Episodio piloto no transmitido |
| 2015      | China, IL                           | Barb              | Voz; episodio: "Magic Pet"     |
| 2017      | Big Mouth                           | Ms. Benitez       | 7 episodios                    |
| 2019      | Undone (Incompleta)                 | Alma              | Protagonista. 2 temporadas     |
| 2021      | Brand New Cherry Flavor             | Lisa Nova         | Miniserie de 8 episodios       |
| 2021      | Wedding Season                      | Katie             | Serie de 8 episodios           |

### Videojuegos
| Año  | Título                 | Papel                       | Notas |
| ---- | ---------------------- | --------------------------- | ----- |
| 2013 | Batman: Arkham Origins | Copperhead / Rehén del tren | Voz   |